# فارس نمر
فارِس نِمْر (1272 - 1371 هـ / 1856 - 1951 م) هو صحافي من أهل لبنان.
هو فارس «باشا» بن نمر بن فارس أبي ناعسة. كان إلى جانب يعقوب صروف وشاهين مكاريوس، من مؤسسي جريدة المقطم.
من آثاره: ترجمة كتاب «الظواهر الجوية» عن الإنكليزية.